# ال‌جی سی‌یو۵۰۰
ال‌جی سی‌یو۵۰۰ (به انگلیسی: LG CU500)، یک‌نمونه از گوشی‌های تلفن همراه سری یواس‌آ جی‌اس‌ام (به انگلیسی: USA GSM (CU)) شرکت ال‌جی الکترونیکس می‌باشد که توسط همین شرکت به بازار عرضه شده‌است.